# 시라이 겐조
시라이 겐조(일본어: 白井 健三, 1996년 8월 24일~)는 일본의 전직 체조 선수이다. 2016년 하계 올림픽에서 남자 도마 종목 동메달을 획득했고 남자 단체전에서 금메달을 획득했다. 또한 세계 선수권 대회에서 금메달 5개, 은메달 3개, 동메달 3개를 획득했다.